# Dark Moor
Dark Moor es una banda española de power metal originaria de Madrid. Fundada en 1993 por el guitarrista Enrik García. La agrupación fue de las primeras bandas en España del género power metal, siendo influenciados por grupos como Stratovarius, Blind Guardian y Helloween. El grupo ha ido evolucionando su sonido, teniendo una fuerte inspiración de música clásica durante sus primeros álbumes, pasando a un sonido de metal sinfónico e incluso folk metal en sus últimos trabajos.
Las temáticas en sus canciones suelen hablar de novelas clásicas, personajes históricos, antiguas leyendas o mitos. El nombre Dark Moor (traducido como «Páramo Oscuro»), fue tomado de La Saga de Riftwar, una serie de novelas del escritor Raymond E. Feist. También se cree que fue tomado de la novela El sabueso de los Baskerville de Arthur Conan Doyle.[cita requerida]

## Primeros años

### Fundación
La banda comienza a ver la luz durante la crisis de principios de los años 90 en Madrid, concretamente en el año de 1993, naciendo de las manos de un joven Enrik García, en compañía del también guitarrista Javier Rubio. Más tarde se unirían a la agrupación los músicos Anan Kaddouri en el bajo y Jorge Sáez en la batería, conformando así la primera alineación medianamente sólida. El mismo Enrik García ejercía como vocalista de la banda en sus inicios. Aunque, debido a notables discrepancias, el guitarrista Javier Rubio desiste del proyecto. Tiempo más tarde entra a la banda Iván Urbistondo como voz principal, quien tendría un papel fugaz dentro de la agrupación, grabando solamente una maqueta.
A continuación, los miembros que quedaban deciden hacer un casting para contratar un nuevo vocalista. En dicho casting conocen a quien sería la vocalista por los siguientes tres álbumes de estudio, la cantante Elisa C. Martin. Elisa fue contratada por Enrik en el momento, ya que reconoció la voz. Pues Enrik ya le había escuchado cantar en una ocasión que pasó por el lugar donde la antigua banda de Elisa (Sabatan) ensayaba y había pensado que quería una voz como la de ella para Dark Moor, mas no logró ver quien cantaba en aquella ocasión.
Al poco tiempo entra a la agrupación el guitarrista Albert Maroto reemplazando a Javier Rubio. La agrupación decide incorporar el sonido de un teclado y es cuando aparece el tecladista Roberto Peña de Camús, consolidando junto a su fundador la primera formación oficial de Dark Moor. A partir de temas primarios, y unos cuantos conciertos, logran grabar tres maquetas: “Tales Of The Dark Moor” en 1996, “Dreams Of Madness” en 1998, y “Flying” en 1999; las cuales fueron bien acogidas por su reciente público. En sus inicios, la banda fue criticada por decidirse por cantar en inglés, pero Enrik García defendió el siempre querer formar parte de los grupos de power metal que les influenciaron (Stratovarius, Blind Guardian, Helloween, entre otros), siendo estas en su mayoría bandas que cantan en inglés independientemente de su país de origen. Incluso la banda estuvo mucho tiempo sin poder concretar un contrato con un sello discográfico, ya que la mayoría de los sellos les pedían que cantaran en español, a lo que la banda se negaba rotundamente.

### Shadowland
Gracias a sus maquetas y la popularidad de la banda a nivel underground, Dark Moor consiguen firmar contrato con el sello independiente Arise Records en el año de 1999, y así publicar su primer álbum de estudio: Shadowland. Gracias al interés de la discográfica, mantienen el convenio para lanzar sus futuras producciones. En este disco se desarrollan varios de los temas trabajados durante sus años de local, algunos de los que integraban las maquetas. En los coros participa el cantante Leo Jiménez (de Saratoga), quien les había escuchado en vivo y accedió a colaborar con coros en una canción.
Dado que en aquel entonces los estudios de grabación en España no estaban especializados para grabar a bandas de Heavy metal, la calidad de audio quedó muy limitada. Enrik García, admite que las grabaciones contienen «errores» y el sonido del álbum dejó mucho qué desear. Pero a pesar de su sencilla producción, el álbum fue bien recibido por la crítica local, logrando un mayor impacto de lo estimado. En consecuencia, es editado en Europa Central y Brasil, por lo que obtienen una gira por España junto a Demons & Wizards.

### The Hall of the Olden Dreams y The Fall of Melnibone
Tan solo un año después de su debut, y dada la buena recepción de su primer álbum, la discográfica decide invertir más a la banda y les manda a grabar su segundo disco a los estudios New Sin en Loria, Italia, con el productor Luigi Stefanini (famoso por haber trabajado con bandas como Rhapsody of Fire, Vision Divine, Labyrinth), con la intención de que el segundo álbum de la banda tenga un sonido de mejor calidad que el anterior. Gracias a este encuentro comienza una fiel relación profesional con Luigi Stefanini, siendo el responsable en muchos de los futuros proyectos de Dark Moor. El 1 de diciembre de 2000 se estrena el álbum The Hall of the Olden Dreams, cuya portada estuvo a cargo del famoso ilustrador Andreas Marschall (quien ha hecho trabajos para bandas como Kreator, King Diamond, Blind Guardian), y quien colaboraría también en el arte de sus siguientes dos álbumes. Algunas de las letras de las canciones fueron escritas con ayuda del letrista y poeta Francisco José García, quien se convertiría en un letrista bastante solicitado en futuros álbumes de la banda.
Con este segundo disco cosechan críticas positivas en la prensa especializada nacional e internacional. La calidad obtenida en el estudio italiano les abrió las puertas al mercado extranjero del heavy metal, editando el álbum en Japón, Corea del Sur, Rusia, Brasil, Tailandia, Rumania, y Taiwán. Poco después se distribuye también en América Latina. Dark Moor se coloca entonces como la primera banda española de metal en contar con una distribución alrededor del mundo, y logran posicionarse como “la banda revelación del año” elegida por los lectores de la revista “Heavy Rock”.[cita requerida] La gira de presentación de su álbum incluyó su participación en varios festivales como el Viña Rock y el Mijas Rock.
El mismo año, Dark Moor fueron invitados a colaborar en el tributo a Helloween, The Keepers Of Jericho - Parte I, contribuyendo con un cover del tema “Halloween”. Dicha versión fue concebida durante su estancia en Italia. El tributo contó con la asistencia de varias bandas de renombre en la escena del power metal europeo como Rhapsody of Fire, Sonata Arctica, Vision Divine, Heaven’s Gate, entre otras. Con esta aportación consiguen reconocimiento internacional, puesto que es una de las más elogiadas tanto por la crítica como por el público. Incluso logra atraer la atención del compositor de la misma, Kai Hansen, quien califica su versión como «la mejor versión de Halloween que había escuchado».[cita requerida]
En 2001, la banda contribuye con un cover de la canción “Cuentos de Ayer y de Hoy” para un tributo a la banda Ñu. El álbum titulado “Homenaje a Ñu” da cita a distintas agrupaciones de metal español como Lujuria, Saurom, Azrael, entre otros. El mismo año deciden lanzar un EP bajo el nombre de The Fall of Melnibone. El disco se conformó por cinco temas que en su mayoría eran exclusivos de versiones aisladas, más las versiones comprendidas en los tributos: “The Fall of Melnibone” (incluida en la versión japonesa de The Hall of the Olden Dreams), “Silver Lake” (que ya aparecía en su último trabajo), “Wood´s Song” (bonus track de la versión coreana de The Hall of the Olden Dreams), la aclamada “Halloween” del tributo a Helloween, y “Cuentos de ayer y hoy” del homenaje a Ñu. Este EP fue distribuido únicamente en el mercado español y limitado a 1,500 copias.

### The Gates Of Oblivion y Beetween Light and Darkness
El tercer álbum de la banda sale a la luz en marzo del 2002, titulado The Gates Of Oblivion. La grabación se llevó a cabo durante noviembre del 2001, y fue realizada nuevamente en los estudios New Sin; sin embargo, la masterización se efectuó en los estudios Finnvox de Finlandia. Para este disco contaron con la aportación del coro italiano Valcavasia y el cantante Dan Keying de la banda Cydonia. El plástico fue lanzado en los mismos países que su predecesor, sumando EUA y Canadá. Al mismo tiempo lograron firmar contrato con la multinacional JVC, responsable de distribuir sus próximos trabajos en el mercado asiático.
Posteriormente emprenden una gira por España, contando con actuaciones en Zaragoza, Cádiz, Murcia, Sevilla o Madrid, y agregando su presentación en el Viña Rock. Mientras se encontraban de gira, el tecladista Roberto Peña de Camús deja la banda y es suplido por la tecladista y arreglista Isabel García, quien actúa como miembro invitado a partir de su presentación en el festival Rock Machina; cumpliendo también con los siguientes conciertos de la gira. Vuelven a Madrid para su participación en el Metal Christmas, y finalizan con el festival Nit de Reis.
En el verano del 2002 recurren a los Estudios Cube en Madrid, bajo la dirección de Alberto Seara y la producción de Big Simon, para grabar 4 canciones en formato acústico que se incluirían en un EP titulado Between Light and Darkness. Contaron con la asistencia de invitados en la parte instrumental como una orquesta de cámara. Al EP incorporaron también dos temas inéditos que permanecían reservados para las ediciones japonesas y coreanas del Gates of Oblivion, los temas fueron: “Mystery of Goddess” y “Shadow of the Nile”. También se adjunta una versión orquestal de “Dies Irae”, y se agrega “Fall of Melnibone”, que se incluía en el EP anterior. Este EP se lanzó mundialmente en marzo del 2003 y obtuvo una alta respuesta en los mercados de Alemania, Japón, y Brasil.

## Llegada de Alfred Romero
En la primavera del 2003 ocurre un cambio dramático dentro de la agrupación. A causa de irreconciliables diferencias musicales, la cantante Elisa C. Martin, junto con el guitarrista Albert Maroto y el baterista Jorge Sáez abandonan Dark Moor, y deciden formar un nuevo proyecto llamado Dreamaker. Más tarde también se les uniría el tecladista Roberto P. de Camús que había dejado la banda en 2002.
Dado que las canciones del siguiente álbum ya estaban preparadas, el guitarrista Enrik García y el bajista Anan Kaddouri deciden seguir en pie con Dark Moor y emprenden una búsqueda exhaustiva para encontrar a su nuevo vocalista, alguien con la capacidad de cumplir la exigencia de un disco diseñado para un registro femenino. Ofrecen audiciones en las que se presentan muchos cantantes, nacionales y extranjeros. Uno de ellos fue Alfred Romero, un veinteañero originario de Chiclana de la Frontera (Cádiz) que provenía de la banda de metal progresivo Scheherezade. Ambos miembros de Dark Moor quedan impresionados al escuchar su interpretación de dos de sus temas más emblemáticos; sobre todo Enrik, quien auguraba un futuro prometedor para el joven cantante. Alfred les demuestra no solo su dominio con notas altas sino un amplio matiz de voz. En ese momento detienen la búsqueda, y dos días después le dan la noticia de que sería la nueva voz de Dark Moor. La banda se termina completando con los músicos José Garrido (guitarrista de Arwen) y Andy C. (ex baterista de Wormed) en la batería y los teclados.

### Dark Moor
La renovada alineación viaja a Italia en junio del 2003 para la producción de su álbum homónimo “Dark Moor”, nuevamente a cargo de Luigi Stefanini, y masterizado por Mika Jussila en los Finnvox Studios. La banda se encuentra en un punto de alta expectación, y opta por impregnar un aire más moderno tanto a la música como a las letras, el disco en general es más pesado y sombrío que sus trabajos anteriores. Contaron con distintas colaboraciones, desde el coro Valcavasia, el coro de la Scciola Media Montegrappa, la soprano Beatriz Albert, Mamen Castaño (de Arwen), e Isabel García.
En octubre fue estrenado un sencillo de promoción limitado a 1000 copias, que cuenta con el adelanto del tema “From Hell”, en él se incluyen dos temas inéditos: “The Sea” y “The Mysterious Maiden” (este último interpretado por Beatriz Albert). El sencillo se lanzó el 30 de octubre de 2003. El álbum entero salió a la venta el 24 de noviembre de 2003.
A pesar del cambio de integrantes, la nueva formación recibió críticas alentadoras, particularmente hacia su nuevo vocalista. Esta situación los llevó a efectuar una gira internacional en enero del 2004, junto a After Forever, Nightmare y Amaran. Durante el mes de febrero dos integrantes se despiden de la banda, José Garrido declina por incompatibilidad de tiempo entre las giras de Dark Moor, Arwen, y su labor en los estudios NEW LIFE; seguido por el bajista Anan Kaddouri, quien se retira totalmente del mundo de la música debido a problemas personales.
Después de tocar en la gira europea con una sola guitarra, Enrik decide prescindir de la segunda, dado que así los teclados tienen una mayor proyección en los conciertos. Tras varias pruebas eligen incorporar a Dani Fernández en el bajo (cofundador de Metropolis VI) gracias a su calidad como músico y la química que logra con los integrantes. Los cuatro realizan un tour por toda España y se presentan en distintos festivales, destacando su reafirmada actuación en el Viña Rock.

### Beyond The Sea y reedición de Shadowland
Dos años después vería la luz un nuevo trabajo de la banda, el segundo de la nueva formación, al que bautizaron con el nombre de Beyond The Sea.
Las grabaciones se llevaron a cabo en los estudios New Sin con Luigi Stefanini, así como en los Estudios M20 en Madrid por Big Simon, durante el verano del 2004. Salió a la venta en marzo del 2005. En el digibook y en la versión de JVC se incorporan “Vivaldi´s Winter” e “Innocence” (originalmente “The Sea”, en el digibook se respeta el nombre original).
Los integrantes reúnen a doce personas en los estudios madrileños para obtener las tomas corales, y el sonido de la batería, puesto que buscaban un tono más acústico del acostumbrado. Las orquestaciones cuentan con mayor calidad compositiva, y esta vez las líneas vocales fueron hechas para Alfred Romero. Con este disco incrementan el número de seguidores en EUA, reflejado en la demanda del plástico; de igual modo, consiguen permanecer un par de semanas en el Top 10 de los más vendidos en Japón.[cita requerida] La banda estrena su primer videoclip con el sencillo “Before the Duel”, donde los integrantes interpretan la canción en un campo abierto. Realizan gira por España, y ofrecen su actuación también en algunos festivales; posteriormente viajan para su debut en los escenarios de Italia con el Festival Scaligero Metal Party, luego añaden conciertos por Suiza y Francia.
Durante este tiempo la banda lanza tres reediciones de su álbum debut, Shadowland, en dos de estas se incluye un bonus CD con 8 canciones originales de las maquetas. El álbum contó con un arte de portada distinto, hecho por el ilustrador Derek Gores, quien plasmaría también su esencia en el álbum Beyond The Sea.
En esta fructífera etapa para la agrupación, su sello discográfico que les había estado acompañando, Arise Records, anuncia su disolución, lo cual supone un nuevo reto para la banda que ahora necesitaría buscar una nueva discográfica.
En el año 2006, fallece el productor Big Simon, quien anteriormente había trabajado con la banda. El grupo decide participar en un álbum tributo al productor musical. El tema “Beyond The Sea” fue incluido en la compilación Big Simon... Y serás canción, un disco doble que dispuso de la cooperación de varios grupos españoles en memoria del fallecido productor, del cual las ganancias fueron recaudadas para su familia.

### Tarot
En marzo del 2007 revelan el primer álbum conceptual de su carrera, Tarot. El cual está basado en el juego de cartas del Tarot, donde cada canción representa una carta. Con el estreno de este álbum, la banda también presenta a su nuevo baterista, Roberto Cappa (ex Ánima Sola), dado que el 23 de noviembre del año pasado se había anunciado la partida de Andy C., en vista de su traslado a Holanda y dada su agenda como baterista con el grupo Saratoga. La banda estrena su segundo videoclip del tema “The Chariot”.
A lo largo de las negociaciones para la distribución y la evaluación de las distintas discográficas, deciden firmar contrato con Scarlet Records, mientras que en el mercado asiático cambian de sello y eligen a Avalon Marquee; para mayo el álbum es editado en los Estados Unidos a través de Caroline Distribution.
Las líneas corales vuelven a tomar protagonismo, ejecutadas esta vez por el prestigioso coro Síncopa 8 de Madrid. En contrapunto a la voz de Alfred, invitan a la vocalista Manda Ophuis de la banda holandesa Nemesea, al igual que a Hendrik Jan de Jong “HJ” para colaborar como guitarrista. En diciembre elaboran un videoclip para el sencillo “The Chariot” como adelanto del CD, y es estrenado el 3 de febrero.
Después del lanzamiento reciben las mejores críticas en su carrera por parte de la prensa especializada, y les otorgan varios reconocimientos alrededor del mundo.[cita requerida] Es considerado “álbum del mes” por distintas revistas como la Metal Hammer de España, MetalReviews en EE. UU., Powerplay de Reino Unido, y Heavyowl en Alemania. La revista francesa Heavylaw galardona a Tarot como “mejor disco del año”.[cita requerida]
La banda comienza una gira por España y entre tanto hacen un nuevo videoclip de la canción “Wheel Of Fortune”. Gracias a la excelente recepción del álbum, la agrupación viaja por primera vez a Latinoamérica, haciendo una gira durante los meses de junio y julio de 2007 presentándose en Chile, Perú y Brasil. También se tenía planeado conciertos en Nicaragua, Guatemala y México; pero por problemas de logística se tuvieron que cancelar los conciertos de esos países. En su regreso a Europa, concluyen la gira en algunos festivales de España y Francia.

### Autumnal
Las grabaciones del séptimo álbum de estudio Autumnal se llevaron a cabo en agosto del 2008 con su habitual productor en Italia, y se lanzó al mercado en enero del 2009. La banda decide lanzar el sencillo “On the Hill of Dreams” a través de streaming, desde diciembre de 2008, en su página de MySpace.
El álbum deja de lado el estilo power metal y se centra completamente en ser una obra de metal sinfónico. En “Autumnal” le rinden tributo a otro de los grandes compositores de la música clásica con el tema de apertura El Lago de los Cisnes, adaptación de la obra original de Chaikovski. El álbum se beneficia de acompañamientos de alta reputación como el Imperial Choir Of Rivendel, y la Arkham Philharmonic Orchestra. El disco cuenta con la aportación en voz de la soprano Itea Benedicto del grupo Níobeth.
El 29 de diciembre de 2008 se anuncia que Dani Fernández, quien fuera bajista desde la gira de Dark Moor en el 2004, deja la agrupación para dedicarse por completo a su banda Inntrance. Al día siguiente se informa que el nuevo bajista sería Mario García, ex Silver Fist. El 11 de enero de 2009 se estrena el videoclip del tema “On the Hill of Dreams” con la nueva alineación. La gira de presentación del álbum comienza en España, seguida de actuaciones por Francia, y su presencia en el festival Ilha do Ermal de Portugal. La banda también consigue cruzar nuevas fronteras al tocar en Rusia y República Checa. El 23 de octubre de 2010, la banda se presenta en Madrid para el homenaje al cineasta Paul Naschy,

### Ancestral Romance
En noviembre de 2010, la banda estrena su octavo álbum de estudio, Ancestral Romance. Una obra cuya temática hace homenaje a la cultura española con canciones sobre “Gadir” se tributa a la primera ciudad fundada en Europa, posteriormente nombrada “Cádiz”; la historia trágica de “Los amantes de Teruel”; el “Cantar de mio Cid”; “El ingenioso Hidalgo Don Quijote de la Mancha”; la “Canción del pirata” de José de Espronceda; un homenaje a la obra de “La vida es sueño” de Pedro Calderón de la Barca; y un homenaje al fallecido cineasta español Paul Naschy, así como al compositor gaditano Manuel de Falla.
El disco se distribuye bajo los términos de Scarlet Records con 10 canciones, y para el sello japonés Avalon Marquee se incluyó como bonus una interpretación del aria “E lucevan le stelle” de Giacomo Puccini.
El arte de la portada eses también un homenaje a Isabel de Segura y Juan Diego Martínez de Marcilla, labor del artista paraguayo Samuel Araya. El acompañamiento femenino vuelve a estar presente aunque en menor medida, la invitada en esta ocasión es la cantante lírica Berenice Musa, de la agrupación Tears Of Martyr. De nueva cuenta colabora la Arkham Philharmonic Orchestra, y el Imperial Choir Of Rivendel.
Un par de semanas antes del lanzamiento del disco, estrenaron el videoclip “Love from the Stone”, para el cual trabajaron en conjunto con la productora “El Ojo Mecánico” y la fundación “Las bodas de Isabel de Segura”, esta última encargada de preservar y difundir la historia de Los amantes de Teruel. El rodaje se llevó a cabo en distintas locaciones de Teruel, principalmente en el convento de San Francisco y el paseo fluvial del Guadalaviar. El videoclip obtuvo una alta aceptación y logró cruzar las barreras del género recibiendo reconocimiento en medios de carácter más general. Consiguió la “medalla de oro” en la primera votación de la XVIII edición del Festival de Cine Independiente y de culto Cinemad; y calificó en la categoría de “mejor videoclip”, posteriormente fue exhibido en distintas salas durante el festival de diciembre. Además, fue distribuido por la revista Rock Estatal, y consigue su emisión a través de algunos canales de televisión en Europa y Japón.[cita requerida]
La banda comienza una gira en la ciudad de Teruel, completándola con varias presentaciones por España y participando en festivales como el Rock in Somma Festival de Milán y el Viña Rock.

### Ars Musica
Después de tres años de ausencia, la agrupación madrileña vuelve a New Sin Studios para grabar su noveno álbum, y el 7 de junio de 2013 presentan su nuevo sencillo junto con un videoclip, del tema “The Road Again”. La presentación del videoclip se llevó a cabo el 7 de junio mediante una rueda de prensa realizada en la escuela de música moderna Bohemian Bocanegra Rhapsody Music ubicada en Madrid, y se hizo público en la página web de la banda ocho días antes de la venta del plástico. La producción estuvo a cargo nuevamente de “El Ojo Mecánico”, y se rodó en las instalaciones del circuito del Jarama, con la colaboración de “Fórmula GT” y “Fundación ONCE”.
El 18 de junio de 2013 estrenan el sinfónico y experimental Ars Musica. En el álbum, las orquestaciones son más épicas y se asemejan al concepto de banda sonora. En la línea vocal se presenta una amplia gama de tonos medios a graves por parte de Alfred Romero. Hacia el final del disco retoman los homenajes y realizan una versión de “Asturias” del compositor español Isaac Albéniz. De nueva cuenta, Berenice Musa es la invitada para acompañarles como voz soprano. El disco se lanza por medio de Scarlet Records, Avalon Marquee, y Evolution Music en Corea; poco después se edita una versión rusa a través de Fono Ltd. Además, en Japón se lanzó una edición doble limitada de Ars Musica en formato SHM (Super High Material) que contiene las versiones orquestales de varias canciones del disco, más una variación de un tema compuesto por Enrik para la película “Empusa” de Paul Naschy, titulada “Bohemian Caprice”. En junio del 2014 se promocionaron dos LP, uno azul y otro negro, edición limitada a 300 copias.[cita requerida]
El álbum se coloca en la quinta posición de los álbumes más vendidos de Japón en la categoría de Hard Rock/Heavy Metal, quedando tan solo por detrás de Black Sabbath, Megadeth, Van Halen y Whitesnake.[cita requerida] Además, el disco consigue entrar en “los más comprados de Amazon” siendo el #1 en España y Francia, y #4 en Reino Unido.[cita requerida] Califican dentro de los primeros 20 en distintas categorías de la encuesta anual “Heavy Metal Championship 2013” determinada por los lectores de la revista “BURRN!” Ganando el puesto 16° a Mejor vocalista, 17° mejor banda, 17° mejor bajista, y 20° como mejor álbum.
La excelente acogida del disco los lleva a efectuar una gira por primera vez en México; y el mes siguiente realizan una gira por Asia, visitando China, Taiwán, Japón, y Corea. A su regreso a Europa, la agrupación presenta algunos de sus nuevos temas en “Los conciertos de Radio 3” para promocionar la gira europea; la emisión del show se transmitió el 17 de febrero en “La 2” de “Televisión Española”.[cita requerida] Continúan la gira para tocar en Rusia, su natal España, Italia, Eslovaquia, República Checa, y Francia. Actúan en festivales como el Made of Metal, el Ripollet Rock o el Seyssuel Fest; y finalizan la gira en el festival benéfico Acordes de Rock, cuyos montos fueron destinados a la Asociación Española Contra el Cáncer.[cita requerida]

### Project X y 20.º Aniversario

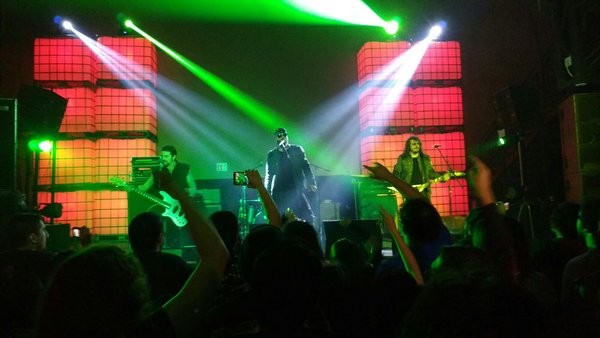
Dark Moor en concierto en 2016.

En 2015 la banda anuncia el disco titulado Project X. Un juego de palabras entre la temática del mismo, y que corresponde a ser el décimo álbum en su carrera. El álbum sale a la venta el 6 de noviembre de 2015. En la edición doble deluxe se adiciona un segundo disco que incorpora 5 de las canciones más emblemáticas de sus primeros años, regrabadas: “In the Heart of Stone”, “Maid of Orleans”, “Nevermore”, “A New World, y “Somewhere in Dreams”.
Tras la partida del bajista, Mario García, a principios del 2015, las líneas de bajo fueron ejecutadas por Ricardo Moreno, quien trabajó con la agrupación desde febrero como invitado en Project X. El 13 de octubre la banda anunció a través de un comunicado en sus redes sociales el retorno de su anterior bajista Dani Fernández, quien trabajase con ellos en Beyond The Sea, Tarot y Autumnal.
Project X se convierte en el álbum que más controversia genera, dividiendo opiniones de los fanáticos, ya que fuera de recurrir al sonido clásico de la banda y las temáticas usuales; el concepto gira en torno a la ufología, conspiraciones gubernamentales, y abducciones extraterrestres. La base de las composiciones corresponde más a rock sinfónico llegando incluso a ser considerada hard rock. El mismo Enrik García admite que el álbum tiene mucha influencia de bandas de los años 70’s como Queen. En el álbum colabora la cantante de góspel Mara Boston, y Luigi Stefanini en el hammond.
Se produjeron tres videoclips que comprendieron numerosos efectos especiales, y se realizaron bajo la dirección de “El Ojo Mecánico”. El día elegido para estrenar el primero fue el 8 de octubre con el sencillo “Gabriel”, que contaría con la participación del actor internacional de películas de terror Javier Botet. El 11 de noviembre, y tras el lanzamiento de su producción, se dispuso el vídeo “Imperial Earth”. Un mes después se lanzó el videoclip de la canción “The Existence” ilustrado por la artista gráfica Julia Roig. En 2016 comienzan una gira por Latinoamérica para la presentación del álbum, comenzando en México.
El 4 de marzo de 2017, la banda decide celebrar 20 años de carrera (iniciando este conteo desde su primera formación oficial) con un concierto en Madrid para el cual invitan a antiguos miembros de la banda: la cantante Elisa C. Martin, el guitarrista Albert Maroto, y el guitarrista José Garrido. También invitan a la cantante Berenice Musa (quien ya ha grabado varias canciones con la banda) y al tecladista Pablo Sancha (del grupo Delyriüm). El grupo telonero en el concierto fueron los Pequerockers, un grupo formado por alumnos de la academia donde Enrik García enseña música.

### Origins y Nuevos Sencillos
En diciembre de 2018 sale a la venta el undécimo álbum de la banda, Origins. El álbum fue lanzado a través del sello discográfico Maldito Records. El sonido de la banda en este disco sigue progresando hacia el sonido hard rock, pero ahora añadiendo flautas y gaitas, dando un sonido folk metal. En enero de 2021, Dark Moor edita el disco en directo de su 20 aniversario celebrado en Madrid.
El 12 de junio de 2021, el baterista Roberto Cappa deja la banda para poderse dedicar a sus demás proyectos musicales. En agosto del mismo año, la banda anuncia a su nuevo baterista, Carlos Delgado (del grupo Snakeyes). Para finales de 2021, la banda se sumaría al recopilatorio Mester de Juglaría, un álbum tributo al grupo Saurom, junto a muchas otras bandas del panorama nacional. En el álbum, Dark Moor interpretan la canción “Wallada La Omeya”.
Entre los años 2022 y 2024, la banda estrena varios sencillos, todos en idioma español, a través de sus redes sociales: “Vivaldi Summer Storm” (tema instrumental), “Héroe del Mar”, “Mio Cid” (versión en español), “V de Vendetta”. Para el tema “Héroe del Mar”, colaboran con la banda los músicos Óscar Calvo, Patricia Tapia, José Garrido, Javi Díez e Irene García. El 2 de diciembre de 2023, la banda da un concierto en la plaza de toros de Las Ventas en Madrid, como teloneros de WarCry. En el evento tuvieron el apoyo de los músicos Óscar Calvo en el violín, y Javi Díez en los teclados.

## Alineación

### Miembros actuales
- Alfred Romero - Voz principal, Guitarra acústica
- Enrik García - Guitarra eléctrica, Coros
- Dani Fernández - Bajo eléctrico
- Carlos Delgado - Batería

### Miembros pasados
- Iván Urbistondo - Voz principal
- Elisa C. Martin - Voz principal
- Javier Rubio - Guitarra eléctrica
- Albert Maroto - Guitarra eléctrica
- José Garrido - Guitarra eléctrica
- Anan Kaddouri - Bajo eléctrico
- Mario García - Bajo eléctrico
- Ricardo Moreno - Bajo eléctrico
- Roberto Peña de Camús - Teclados
- Jorge Sáez - Batería
- Andy C. - Batería, Teclados
- Roberto Cappa - Batería

## Discografía
- 1996: Tales Of The Dark Moor (Demo)
- 1998: Dreams of Madness (Demo)
- 1999: Flying (Demo)
- 1999: Shadowland
- 2000: The Hall Of The Olden Dreams
- 2001: The Fall Of Melnibone (EP)
- 2002: The Gates Of Oblivion
- 2003: Between Light And Darkness (EP)
- 2003: Dark Moor
- 2005: Beyond The Sea
- 2007: Tarot
- 2009: Autumnal
- 2010: Ancestral Romance
- 2013: Ars Musica
- 2015: Project X
- 2018: Origins
- 2021: 20 Anniversary Live in Madrid (En directo)

### Colaboraciones
| Tema                     | Álbum                            | Año  |
| ------------------------ | -------------------------------- | ---- |
| Halloween                | The Keepers Of Jericho - Parte I | 2000 |
| Cuentos de Ayer y de Hoy | Homenaje A Ñu                    | 2001 |
| Beyond the Sea           | Big Simon... Y serás canción     | 2007 |
| Wallada La Omeya         | Mester de Juglaría               | 2021 |

## Videografía
- 2005: Before The Duel
- 2007: The Chariot
- 2007: Wheel Of Fortune
- 2009: On The Hill Of Dreams
- 2010: Love From The Stone
- 2013: The Road Again
- 2015: Gabriel
- 2015: Imperial Earth
- 2015: The Existence (Lyric Video)
- 2018: Birth of the Sun
- 2019: Crossing Through Your Heart
- 2022: Vivaldi Summer Storm
- 2023: Héroe del Mar
- 2023: Mio Cid (Versión en español)
- 2024: V de Vendetta